# Св. Богородица – Врата небесна
„Св. Богородица – Врата небесна“ е икона дарена от българската католическа общност и монтирана в двора на базиликата „Благовещение“ в Назарет.

## История
Базиликата „Благовещение“ в Назарет е построена през 1750 г. и е действащ храм. В базиликата служат монаси от Ордена на францисканците. В двора ѝ са монтирани уникалните керамични пана или мозаечни икони, които са дарени от католически общности от над тридесет страни от петте континента.
На 17 декември 2013 г. Апостолическият екзарх и председател на Епископската конференция на Католическата църква в България Христо Пройков освещава българска мозаечна икона до иконите от Италия и Беларус, от дясната страна на статуята на Богородица близо да входа на базиликата.
Иконата е творба на художника Стоян Карагеоргиев.
Творбата носи името „Св. Богородица – Врата небесна“, защото е вдъхновена по модел на икона на Света Богородица с Младенеца от Несебър. Тя е била любима на Месемврийския aрхиепископ Анджело Джузепе Ронкали – по късно папа Йоан XXIII – апостолически делегат в България през периода 1925-1934. По време на едно от посещенията си в Несебър, виждайки иконата в местна църква, той така се прехласва, че си поръчва репродукция от нея, която го придружава през целия му живот.

## Описание
Изображението е мозайка с размери 200 х 70 см в класически византийски стил и има надпис на български език: „Майко Божия, моли се за нас“.